# Ludo Valcke
Ludo Valcke (Brugge, 22 januari 1947) is een Belgisch historicus.

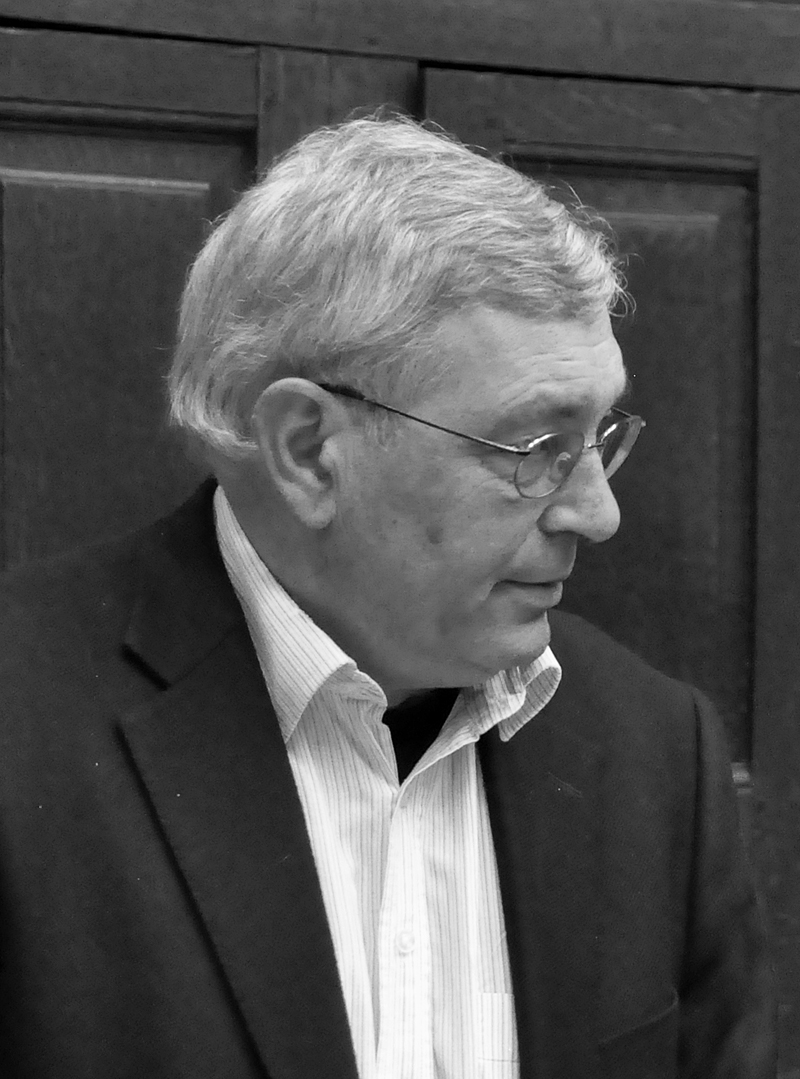
Ludo Valcke

## Levensloop
Ludo Valcke is de zoon van Joseph (Brugge 1904-1984) en Nelly Houtekier (Ieper 1906 - Brugge 1981). Hij volgde Latijn-Griekse humaniora aan het Sint-Lodewijkscollege in Brugge, waar hij lid was van de muziekschoolgroep 'Ons Dorado'. Hij studeerde geschiedenis aan de Gentse Rijksuniversiteit als leerling van Jan Dhondt en behaalde in 1971 het diploma van licentiaat in de Letteren en Wijsbegeerte, specialisatie hedendaagse geschiedenis (grootste onderscheiding). Zijn eindverhandeling Militante flaminganten of het Vlaamsch (G)ezelschap, 2e helft 19e eeuw werd bekroond met de André Schaepdrijverprijs. In 1973 behaalde hij het diploma van geaggregeerde voor het hoger secundair onderwijs. Valcke huwde in 1972 met Jet Marchau, met wie hij drie kinderen kreeg.

### Loopbaan
- Leraar algemene vakken aan het VTI-BTO te Assebroek in september 1971.
- Legerdienst van oktober 1971 tot september 1972.
- Aspirant bij het Nationaal Fonds voor Wetenschappelijk Onderzoek, verbonden aan de Rijksuniversiteit Gent, seminarie Hedendaagse Geschiedenis (Romain Van Eenoo en Herman Balthazar), 1972-1976.
- Bestuurssecretaris en adjunct-adviseur bij de Dienst voor Cultuur van de Provincie West-Vlaanderen van 1976 tot 1988, belast met de materies geschiedenis en volkskunde, muziek en de uitleendiensten; realiseerde in 1982 het Provinciaal Museum van het Bulskampveld in Beernem en werd er ook conservator.
- Directeur van de Dienst voor Cultuur van de Provincie West-Vlaanderen van 1988 tot 2010. Hij bouwde deze dienst in de breedte en in de diepte uit tot een veelkantig beleidsinstrument met eigen culturele initiatieven, subsidiëring en een groeiende regionale coördinatie. Vernieuwend werk, jongeren en grensoverschrijdende projecten kregen extra aandacht.

### Nevenfuncties
Ludo Valcke is: 
- Bestuurslid van het Genootschap voor Geschiedenis te Brugge sinds 1979; werd secretaris in 1982 en secretaris-penningsmeester vanaf 1985.
- Medestichter van vzw Monumentenwacht West-Vlaanderen (1992), vzw Musica Flandrica (1993-2004), vzw In Flanders Fields Museum IFFM (1998) en vzw Ku(n)st, organisator van de Triënnale voor Hedendaagse Kunst aan Zee Beaufort (2002).
- Lid van het bestuur van de vzw Kultuurbibliotheek (sinds 1994) en van Haec Olim Musicalia (sinds 1990) in het Sint-Lodewijkscollege te Brugge.

## Publicaties
- De eeuw van Rubens in West-Vlaanderen, Brugge 1977 (co-auteurschap met A. Deschrevel, G. Gyselen en V. Vermeersch)
- En toen kwam Saksen Coburg, Brugge 1980
- De Westvlaamse prijzen voor geschiedenis en volkskunde tot 1982, Brugge 1982 (VWS-cahier 97)
- U, Sire, mevrouw … en alle Westvlamingen, Brugge 1990
- 50 jaar/Jahre Cultuur in actie/Kultur in Aktion, Brugge 2010 (samen met Kathrin Höltge)

Publiceerde bijdragen in het Nationaal Biografisch Woordenboek (delen 6 en 8); de Encyclopedie van de Vlaamse Beweging (Tielt 1973) en de Nieuwe Encyclopedie van de Vlaamse Beweging (Tielt 1998); voorts ook in Wetenschappelijke Tijdingen, Handelingen van het Genootschap voor Geschiedenis Brugge (ook boekbesprekingen), Brugs Ommeland, Arsbroek, Liber amicorum Romain Van Eenoo, Liber amicorum Jozef Penninck, Liber amicorum Olivier Vanneste…
Was van 1980 tot 1982 redacteur van Interprovinciaal - Tijdschrift over het provinciale cultuurgebeuren.